# Улусуну
Улусуну (д/н — бл. 680 до н. е.) — цар Манни близько 716—680 років до н. е.

## Життєпис
Молодший син царя Іранзу. Невдовзі після смерті останнього виступив проти старшого брата Ази, що спадкував трон. В цей час також повстали залежні правителі Манни — Метатті з Зікерту, Телусіна з Андії, Багдатту з Уїшдіши. Останніх підтримав Руса I, цар Урарту. 716 року до н. е. Аза загинув. Новим царем став Улусуну, який визнав зверхність Урарту. Він поступився Русі I 22 фортецями у прикордонній з Ассирією смузі, після чого втягнув у антиассирійський союз правителів долин у верхів'ях Малого Заба: Іти з Аллабрії і Ашшурле з Каралли.
Втім до Манни вдерся ассирійський цар Шаррукін II, який спочатку атакував Андію, найсхіднішу васальну державу (неподалік від Каспійського моря), де захопив у правителя Телусіни 8 фортець і 4200 мешканців. За цим атакував Зкерту, правитель якої Метатті втік у гори, а Саргон спалив його столицю Парду, та 23 міста. Наступним кроком ассирійцям вдалося схопити Багдатту, з якого було знято шкіру і виставлено труп на огляд.
Наприкінці було захоплено столицю Манни — Ізірту і найважливіші фортеці Зібіе і Арман. Уллусуну здався на милість переможця, який залишив тому трон. Разом з тим в покарання маннейські області Ніксамма і Шургадіа включені до ассирійської провінції Парсуа. Натомість Улусуну став діяти спільно з Ассирією проти Урарту. Невдовзі було приборкано правителів Іту і Ашшурле, з яким першого заслано до Ассирії, а другого страчено. Державу Караллу ассирійці приєднали до своєї провінції Замуа. Втім 715 року до н. е. проти Улусуну повстав правитель Даюкку, якого підтримали урарти.
714 році до н. е. війська Манни брали участь у поході проти Урарту, зокрема у вирішальній битві біля гори Вауш. В нагороду Улусуну отримав урартські області Уїшдіш і Субі, а також багате місто Улху в області Сангібуту. Улусуну наказав встановити кам'яну стелу на честь Шаррукіна II. За цим Улусуну приступив до зміцнення свого внутрішнього становища: були приборкані залежні держави Зікерту, Андия і Гізільбунда.
У 701—696 роках до н. е. брав участь у походах ассирійського царя Сін-аххе-еріби до Еламу, держави Еллілі (на північ від Еламу), мідії. Наслідком стала значна здобич та розширення кордонів до Мідії.
Помер близько 680 року до н. е. Йому спадкував син Ахшері.